# Jevgenij Mitkov
Jevgenij Mitkov, född 23 mars 1972 i Sjelechov, är en rysk volleybollspelare.
Mitkov blev olympisk silvermedaljör i volleyboll vid sommarspelen 2000 i Sydney.